# Thunnus thynnus

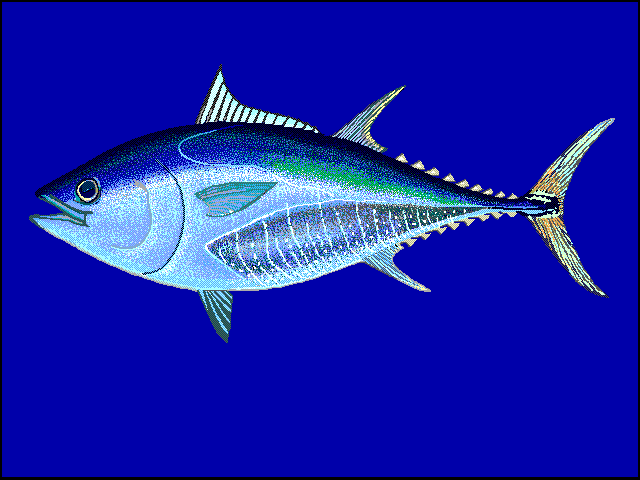
Rabilho.

Thunnus thynnus Linnaeus, 1758, conhecido pelos nomes comuns de atum-rabilho ou atuarro, é uma das oito espécies de atum pertencentes à família Scombridae, classe Actinopterygii. A espécie apresenta populações distintas nas margens leste e oeste do Oceano Atlântico e no Mediterrâneo, encontrando-se extinta no Mar Negro. Estreitamente aparentada com as espécies Thunnus maccoyii (das águas temperadas e subtropicais do Hemisfério Sul) e Thunnus orientalis (do Oceano Pacífico), é um predador de topo objecto de uma importante pescaria, razão pela qual está em perigo de extinção.

## Descrição
Como o resto dos tunídeos, a espécie T. thynnus tem corpo fusiforme, mais robusto na metade anterior. Pode chegar aos 3 metros de comprimento, embora seja mais habitual tamanhos de 1 a 2 metros de comprimento, com um peso que pode atingir os 650 kg, sendo comum espécimes com mais de 450 kg de peso, rivalizando com o espadarte e com os marlins entre os maiores Perciformes. A Fishbase.org recolhe como números máximos um comprimento de 458 cm e um peso de 684 kg. É a espécie de atum que atinge maiores dimensões.
A face dorsal é de cor azul muito escuro, quase preto, sem marcas de cor nenhuma. O ventre e os lados são prateados, apresentando pontos cinzentos que após a morte deixam de ser visíveis.
Apresenta duas barbatanas dorsais, muito juntas, a segunda maior em altura e comprimento do que a primeira. A primeira barbatana apresenta 12-14 raios espinhosos e a segunda apenas um raio espinhoso e 13-15 raios moles. A primeira barbatana dorsal é de cor amarela ou amarelo-azulado, mas a segunda é de cor castanha ou vermelha. A barbatana peitoral não chega à inserção da segunda dorsal, sendo esta uma característica que permite diferenciar o rabilho das outras espécies de atum. A barbatana anal é quase negra, sem raios espinhosos. Tem 8-10 pínulas dorsais e 7-9 registos, de cor amarelada com borda preta.
Em relação a outras espécies de tunídeos, esta espécie tem os olhos relativamente pequenos. Outro caráter diferenciador é o número de dentes do primeiro arco branquial (34 a 43).
Quanto às características anatómicas, o fígado apresenta estrias na superfície inferior, sendo que apenas outra espécie deste grupo apresenta essas estrias, a albacora (Thunnus albacares). Nas restantes espécies a superfície inferior do fígado é lisa.

## Ecologia
O atum-rabilho é uma espécie pelágica que se agrega em cardumes pouco numerosos, geralmente em águas pouco profundas, descendo a maiores profundidades durante o dia e aproximando-se da superfície durante a noite. Movem-se normalmente a altas velocidades, estando citados valores de 80–90 km/h durante curtos períodos.
O atum-rabilho está presente em todo o Atlântico Norte e no Mar Mediterrâneo, sendo que a população do Mar Negro se encontra extinta. Prefere águas de temperaturas em torno dos 20 °C, mas suporta temperaturas entre os 5 °C e os 30 °C. Como os outros tunídeos, realiza movimentos migratórios periódicos conhecidos há séculos e que já foram descritos por Aristóteles. Com a marcação de indivíduos poude-se comprovar deslocações desde o Golfo do México e da Flórida até ao Mar Cantábrico.
Para efeitos de cálculo de efectivos populacionais e controlo de capturas são consideradas duas populações: (1) a do Atlântico oeste; e (2) a do Atlântico leste (que inclui o Mediterrâneo): Além disso há registo de uma subpopulação nas costas atlânticas da África do Sul. Os exemplares do Atlântico oeste costumam alcançar tamanhos maiores do que os do Atlântico leste e atingem a maturidade sexual mais tarde.
Calcula-se que a longevidade do atum-rabilho ultrapasse os 15 anos. Atinge a maturidade sexual aos 4-5 anos, com um tamanho de 1,0-1,2 m e um peso de 15–25 kg. É carnívoro, alimentando-se de pequenos peixes pelágicos, nomeadamente sardinhas, chicharros e arenques.
As migrações do Atlântico ao Mediterrâneo para desovar (em maio ou junho), e vice-versa (para passar o inverno em mares mais frios), foram aproveitadas pelos pescadores desde tempos imemoriais. A captura é em geral feita através da arte de pesca denominada palangre. Outra técnica, moderna, consiste em agrupar os peixes através de redes colocadas no seu percurso para depois os recolher diretamente com garfos. Já os fenícios utilizaram para esse fim uma arte de pesca específica para esta espécie, as almadravas, um conjunto de redes que vão confluindo para uma câmara final fechada. essa arte ainda se utiliza no Mediterrâneo, hoje associadas a estruturas de engorda de atum, em geral denominadas armações.
A exploração dos cardumes de atum, muitas vezes incluindo a captura de exemplares subadultos, levou a um espécie a uma situação crítica. A Comissão Internacional para a Conservação do Atum Atlântico (ICCAT), considerou que a população de atum-rabilho no Atlântico ocidental diminuiu em 90% desde a década de 1970 e que a do Mediterrâneo decresceu nesse período em 50%. Outros indicadores da gravidade da situação foram a constatação do decréscimo da biomassa de reprodutores para apenas 20% do nível que existia em 1970 e que a captura de exemplares abaixo do tamanho mínimo legal, estabelecido em 6,4 kg, representa metado o total de capturas.
O atum-rabilho é difícil manter em cativeiro.

## Alimentação
O atum é um peixe muito apreciado na alimentação. É um peixe gordo por excelência, 12% de gordura, rica em ácidos ômega 3, e uma contribuição de 200 que por 100 gramas. Pode-se consumir diretamente assado, grelhado, no forno, guisado ou mesmo cru, em carpaccio ou em conserva. Na Andaluzia é típica a preparação de mojam: lombo de atum salgado e seco. No País Basco e Navarra, a preparação mais característica é o chamado marmitako, atum guisado com molho de tomate.
A pesca do atum, intensa há séculos, viu-se amplamente impulsionada pelo uso na gastronomia oriental, principalmente no Japão, onde é muito apreciado para a elaboração do sushi, do sashimi e do tataki, pratos hoje divulgados em outras culturas. Atualmente, é exportada para o Japão cerca de 70% das capturas realizadas no Mediterrâneo, a preços que atingem os 100 euros/kg.

## Curiosidades
O Thunnus thynnus, mais conhecido como atum-rabilho, é uma espécie fascinante encontrada nos oceanos do mundo. Conhecido por suas longas migrações em busca de águas mais quentes, esse peixe impressiona pela sua velocidade, podendo atingir até 75 km/h em rajadas curtas. Além disso, sua imponência não passa despercebida, com alguns exemplares alcançando mais de 4 metros de comprimento e pesando mais de 600 quilos. Apesar de sua importância econômica na culinária, especialmente no sushi e sashimi, o atum-rabilho enfrenta sérios desafios devido à pesca excessiva e à degradação do seu habitat, sendo classificado como vulnerável pela IUCN.